# Pomacentrus melanochir
Pomacentrus melanochir là một loài cá biển thuộc chi Pomacentrus trong họ Cá thia. Loài này được mô tả lần đầu tiên vào năm 1877.

## Từ nguyên
Từ định danh melanochir được ghép bởi hai âm tiết trong tiếng Latinh, là melanos ("đen") và cheiro (cách viết khác là chir, "tay"), hàm ý đề cập đến đốm nâu đen trên gốc vây ngực của loài cá này.

## Phạm vi phân bố và môi trường sống
P. melanochir được ghi nhận chủ yếu tại các cụm đảo thuộc Indonesia, bao gồm đảo Ambon, Flores, Bali, Buru và Sulawesi. P. melanochir sống tập trung gần các rạn san hô ở độ sâu đến 8 m.

## Mô tả
Chiều dài lớn nhất được ghi nhận ở P. melanochir là 7,5 cm.
Số gai ở vây lưng: 13; Số tia vây ở vây lưng: 12–14; Số gai ở vây hậu môn: 2; Số tia vây ở vây hậu môn: 13–14; Số gai ở vây bụng: 1; Số tia vây ở vây bụng: 5.

## Sinh thái học
Thức ăn của P. melanochir bao gồm tảo và các loài động vật phù du, thường hợp thành đàn lớn để kiếm ăn. Cá đực có tập tính bảo vệ và chăm sóc trứng.